# Sender Högl

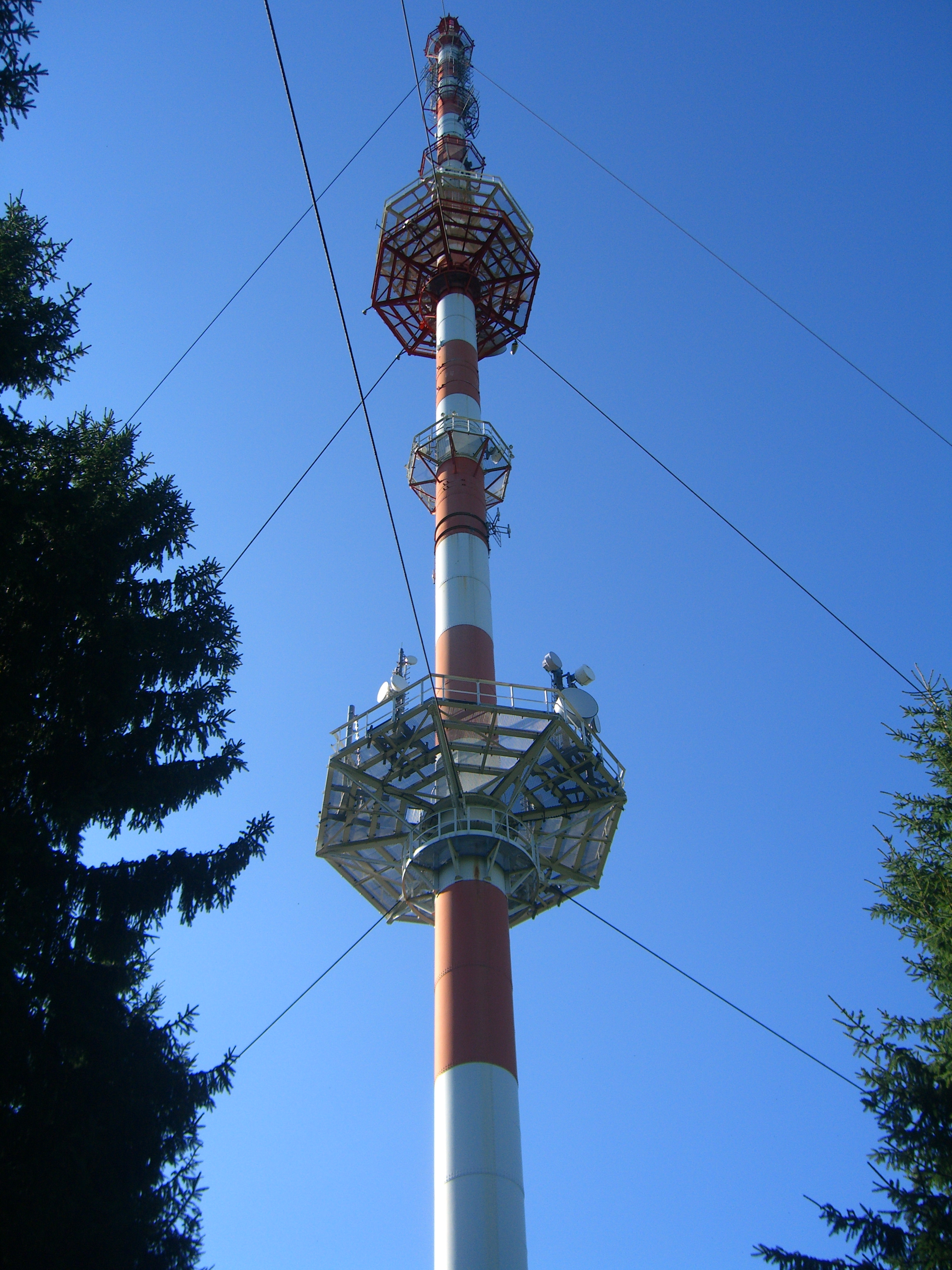
Sendemast Högl

Der Sender Högl (auch als Funkübertragungsstelle Anger 1 bezeichnet) ist ein im Jahre 1969 errichteter 200 Tonnen schwerer und 157 Meter hoher abgespannter Sendemast der Deutschen Funkturm, einer Tochtergesellschaft der Deutschen Telekom AG. Er ist ein Wahrzeichen des Högls, denn er steht weithin sichtbar auf dem Punkt 778 Meter, einem der höchsten des Höhenrückens (der höchste Punkt misst 827 m ü. NN). Er ist das höchste Bauwerk im gesamten Landkreis Berchtesgadener Land und Umgebung.
Selbst der auf dem Gaisberg bei Salzburg befindliche Sender ist kleiner.
Der Sendemast trägt in 34 Meter, 57 Meter, 80 Meter, 87 Meter und 104 Meter Höhe Plattformen für Richtfunkantennen, dazwischen befinden sich am Mast Antennen für Mobilfunkdienste; die UKW-Sendeantennen liegen zwischen 115 Metern und 140 Metern Höhe.
Zugunsten der Umstellung auf DVB-T wurden die analogen TV-Kanäle am 29. April 2006 eingestellt.
Von Mai 2008 bis Ende 2010 wurde von der Anlage zudem das österreichische DVB-H-Bouquet für Salzburg abgestrahlt.

## Sendegebiet
Das Sendegebiet vom Högl reicht in etwa von den südlichen Höhenlagen des Bayerischen Waldes, wo man bei Überreichweiten vor allem die Antenne-Bayern-Frequenz gut empfangen kann, über das Gebiet des nördlichen Berchtesgadener Landes, des östlichen Chiemgaus und weiter bis in die Region um Altötting und Burghausen.
In Österreich kann man den Sender Högl im Gebiet des Bezirks Braunau (Oberösterreich) sowie im Flachgau (Land Salzburg) und in der Stadt Salzburg empfangen.
Durch einen Höhenzug im Norden von Bad Reichenhall ist eine Versorgung der oberbayerischen Kurstadt nicht möglich. Dafür gibt es eine eigene Versorgung. Auf den Autobahnen 8 (München-Salzburg) sowie der West Autobahn in Österreich lässt sich der Sender bis in das westliche Salzkammergut hören.

## Frequenzen und Programme

### Analoges Radio (UKW)
Vom Sendenetzbetreiber Media Broadcast werden derzeit folgende Programme ausgestrahlt:
| Frequenz (in MHz) | Programm           | RDS PS   | RDS PI | Regionalisierung     | ERP (in kW) | Antennendiagramm rund (ND)/gerichtet (D) | Polarisation horizontal (H)/vertikal (V) |
| ----------------- | ------------------ | -------- | ------ | -------------------- | ----------- | ---------------------------------------- | ---------------------------------------- |
| 89,0              | Bayernwelle SüdOst | BAYWELLE | DA1C   | Berchtesgadener Land | 0,3         | D (310–120°)                             | H                                        |
| 100,3             | Deutschlandfunk    | __Dlf___ | D210   | –                    | 15          | D (140–50°)                              | H                                        |
| 105,3             | Antenne Bayern     | ANTENNE_ | D318   | –                    | 1           | D (240–60°)                              | H                                        |

### Digitales Fernsehen (DVB-T2)
Im Zuge der Umstellungen auf den neuen Standard DVB-T2 wurde MUX B am 19. April 2016 und MUX A am 20. April 2017 umgestellt. Viele Sender werden Grundverschlüsselt über SimpliTV vertrieben. (Unverschlüsselte Sender sind in der Liste mit * markiert).
Vom Sendenetzbetreiber Österreichische Rundfunksender GmbH (ORS comm) werden folgende Programme ausgestrahlt:
| Multiplex | Kanal         | Programme im Bouquet | ERP   | Polarisation | Antennendiagramm |
| --------- | ------------- | --- | ----- | ------------ | ---------------- |
| MUX A     | K32 (562 MHz) | ORF 1 HD, ORF 1*, ORF 2 Salzburg HD, ORF 2 Oberösterreich HD, ORF 2 Niederösterreich HD, ORF 2 Wien*, ORF III HD, ORF SPORT + HD HbbTV: Hitradio Ö3 Radio: FM4*, Österreich 1* | 25 kW | V            | D (gerichtet)    |
| MUX B     | K29 (538 MHz) | ATV HD, ServusTV HD, RTL HD, 3sat HD, RTL, HGTV, Puls 4, ATV2*, ZDFinfo HbbTV: Flimmit                                                                                         | 25 kW | V            | D (gerichtet)    |
| MUX D     | K47 (682 MHz) | BR Fernsehen Süd HD, Arte HD, Sat.1 Gold, Super RTL, Nickelodeon, Phoenix, n-tv, DMAX, RTLplus, NITRO, One                                                                     | 25 kW | V            | D (gerichtet)    |
| MUX E     | K38 (610 MHz) | Das Erste HD, ZDF HD, ZDFneo HD, kabel eins, Sixx, RTL II, KiKA, Eurosport 1, Sport1, Playboy TV                                                                               | 25 kW | V            | D (gerichtet)    |
| MUX F     | K42 (642 MHz) | Sat.1 HD, ProSieben HD, Puls 4 HD, VOX HD, Disney Channel, CNN, Deluxe Music, NDR Fernsehen (Niedersachsen), Puls 24 HbbTV: 4MEDIATHEK; Radio Maria*                           | 25 kW | V            | D (gerichtet)    |

## Ehemalige Frequenzen

### Analoges Fernsehen
Bis zur Umstellung auf DVB-T wurden folgende Programme in analogem PAL gesendet:
| Kanal | Frequenz (MHz) | Programm                                   | ERP (kW) | Sendediagramm rund (ND)/ gerichtet (D) | Polarisation horizontal (H)/ vertikal (V) |
| ----- | -------------- | ------------------------------------------ | -------- | -------------------------------------- | ----------------------------------------- |
| 42    | 639,25         | ZDF                                        | 40       | D                                      | H                                         |
| 52    | 719,25         | Bayerisches Fernsehen (Schwaben/Altbayern) | 40       | D                                      | H                                         |

### Digitales Fernsehen (DVB-T)
Bis zur Umstellung auf DVB-T2 wurden folgende Programme per DVB-T verbreitet:
| Multiplex | Kanal         | Programme im Bouquet                                | ERP   | Polarisation | Antennendiagramm |
| --------- | ------------- | --------------------------------------------------- | ----- | ------------ | ---------------- |
| MUX A     | K32 (562 MHz) | ORF eins, ORF 2 Salzburg, ORF 2 Oberösterreich, ATV | 25 kW | V            | D (gerichtet)    |
| MUX B     | K29 (538 MHz) | Puls 4, ORF III, ORF SPORT +, 3sat, ServusTV        | 25 kW | V            | D (gerichtet)    |

Am 19. April 2016 wurde MUX B sowie ATV auf MUX A zugunsten von DVB-T2 abgeschaltet. Am 20. April 2017 wurde DVB-T endgültig abgeschaltet.